# Menhir de la Gérafie
Le menhir de la Gérafie est une borne de juridiction située à La Souterraine dans le département français de la Creuse, en région Nouvelle-Aquitaine.

## Localisation
La borne se trouve au lieu-dit du puy de la Justice, à la Géraphie ou Jéraphie.

## Historique
Cette borne de juridiction médiévale, parfois confondue avec un menhir, marquait probablement la limite entre la vicomté de Bridiers et la prévôté de La Souterraine, dépendant des moines de Saint-Martial de Limoges. Sa datation précise reste inconnue.

### Protection
Le menhir dit de la Gérafie est classé au titre des monuments historiques par liste de 1889.

## Description
Située en bordure de l’ancienne route médiévale Limoges–La Souterraine, la borne est en granite et présente une forme prismatique à base rectangulaire, avec des angles arrondis.